# S.M.A.R.T.
S.M.A.R.T. oftewel Self-Monitoring, Analysis, and Reporting Technology is een bewakingssysteem voor harde schijven en SSD's. Het houdt indicatoren voor betrouwbaarheid in de gaten in de hoop een mogelijke uitval van de schijf als gevolg van een defect te kunnen voorzien.

## Defecten
Harde schijven kennen twee soort defecten:
1. Voorspelbare: Sommige defecten zijn te voorspellen. Vanwege het feit dat harde schijven mechanische apparaten zijn kan men vrij nauwkeurig de levensduur voorspellen op basis van gebruik en ouderdom. Storingen die hieraan te wijten zijn vinden geleidelijk aan plaats naarmate de apparaten vaker of langer in gebruik zijn. Een monitoringtool kan deze detecteren.
2. Onvoorspelbare: Er zijn natuurlijk ook onvoorspelbare gebreken zoals slechte elektronica of kortsluitingen. Indicaties hiervan zijn moeilijker te vinden maar er wordt toch getracht om daarop zo veel mogelijk te anticiperen.

Het monitoren van de harde schijf kan in 60% van de gevallen de storingen voorspellen. S.M.A.R.T.-technologie heeft als doel de gebruiker of systeembeheerder geruime tijd van tevoren te waarschuwen voor aanstaande problemen zodat deze stappen kan zetten om de op de harde schijf aanwezige data veilig te stellen.

## Eigenschappen
S.M.A.R.T.-eigenschapwaarden kunnen variëren van 1 tot 253 waarbij 1 de slechtste waarde voorstelt en 253 de best mogelijke waarde is. Afhankelijk van de fabrikant worden de waarden 100 of 200 gehanteerd als de "normale" waarde. De waarden worden op een speciaal gedeelte van de schijf bewaard. Monitoringprogrammatuur kan deze waarden lezen om analyses uit te voeren.
Als voorbeeld hierbij de eigenschappen die S.M.A.R.T. in de gaten houdt bij een WDC800JB-00CRA1-harde schijf van 80 GigaByte:
- Raw read error rate
- Spin up time
- Start/stop count
- Reallocated sector count
- Seek error rate
- Power on hours count
- Spin retry count
- Recalibration retry count
- Power cycle count
- Reallocation event count
- Current pending sector count
- Uncorrectable sector count
- CRC error count
- Write error count
- Time alive

Volgens de documentatie van Western Digital: "andere hardeschijffabrikanten kunnen hun eigen eigenschapdefinities hanteren."
Let er op dat in dit geval er geen eigenschap is om de temperatuur te meten. Deze harde schijf heeft geen temperatuursensor. Veel andere types en merken hebben deze wel.

## Compaq
De S.M.A.R.T.-technologie werd door Compaq ontwikkeld maar vrijwel alle hardeschijf- en moederbordfabrikanten ondersteunen hem inmiddels. De BIOS van recente moederborden kan ingesteld worden om een waarschuwing te geven bij het opstarten als één of meerdere S.M.A.R.T.-waarden onder de door de fabrikant vastgelegde drempelwaarden gekomen zijn.

## Programmatuur
De speciale programmatuur die gebruikt wordt voor het in de gaten houden van de schijven houdt vaak een database bij om onderscheid te kunnen maken tussen normale en abnormale waarden van de S.M.A.R.T.-attributen. Vaak is deze programmatuur ook in staat om onderscheid te maken tussen geleidelijke verslechtering (wat duidt op normale slijtage) en plotseling optredende verslechtering (wat duidt op een probleem). Hierdoor is het voor de gebruiker of beheerder vaak gemakkelijker om een beslissing te nemen om de harde schijf te vervangen.